# Gargara pakistanica
Gargara pakistanica är en insektsart som beskrevs av Dlabola 1979. Gargara pakistanica ingår i släktet Gargara och familjen hornstritar. Inga underarter finns listade i Catalogue of Life.